# Quichuana bezzii
Quichuana bezzii är en tvåvingeart som beskrevs av Ceresa 1934. Quichuana bezzii ingår i släktet Quichuana och familjen blomflugor. Inga underarter finns listade i Catalogue of Life.